# Limmen

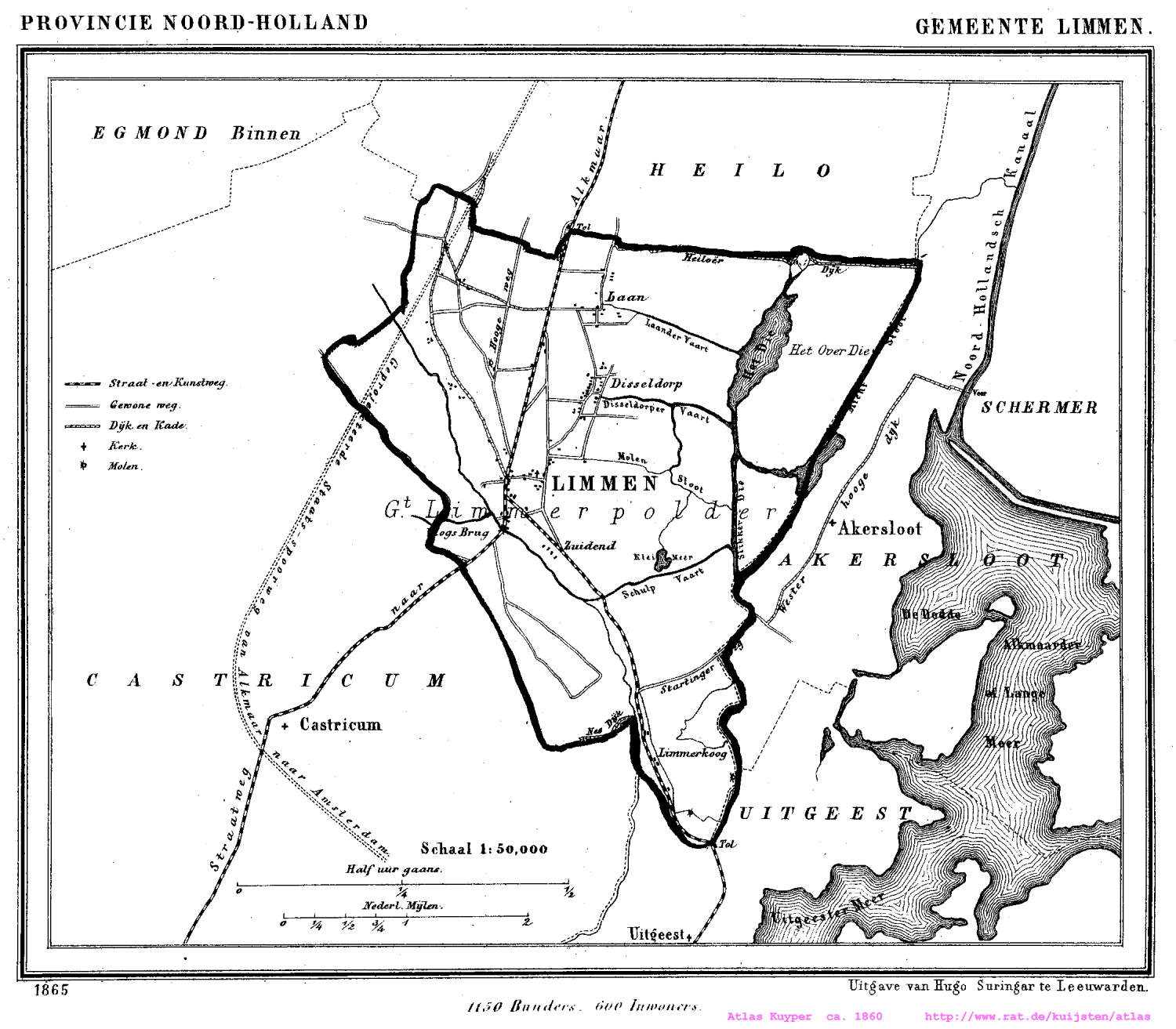
Oude kaart van Limmen, circa 1870

Limmen is een dorp in de gemeente Castricum in de provincie Noord-Holland. Het is een van de oudste dorpen in deze provincie. Het ligt vrijwel direct tegen Heiloo aan. Het vormt samen met Dusseldorp een dubbelkern, die meestal in zijn geheel geduid wordt als Limmen. Limmen is 1270 hectare groot en telt ongeveer 7.750 inwoners. Limmen staat bekend om zijn jaarlijkse bloemendagen waarvan in 2014 ca. 10.000 fietsers het dorp aandeden. 
Limmen is samen met Akersloot sinds 1 januari 2002 onderdeel van de gemeente Castricum, daarvoor was het een zelfstandige gemeente.
Door de zandgronden is Limmen het centrum geworden van de bollenteelt in Noord-Kennemerland. De Bloemendagen worden ieder voorjaar in Limmen georganiseerd.

## Bezienswaardigheden
De eenbeukige Hervormde kerk is in de 13e eeuw gebouwd op een strandwal en heeft een laatromaanse toren. Tijdens het beleg van Alkmaar (1573) in de Tachtigjarige Oorlog werd de kerk gedeeltelijk verwoest. In 1598 was het kerkgebouw hersteld met het uiterlijk dat het nog steeds heeft. Het orgel van Pieter Flaes dateert uit 1876. 
De Hortus Bulborum is een bollentuin met ruim 2500 verschillende soorten bolgewassen.
In de katholieke Corneliuskerk, neoromaanse kruiskerk uit 1902, ontworpen en gebouwd door de architecten P. Snel en Jacques van Groenendael en gewijd aan de heilige Cornelius, woedde op 3 mei 2018 een grote brand. De schade was aanzienlijk. Voor het herstel wordt gerekend op een periode van ten minste zeven jaar. Het kerkorgel, gemaakt door de orgelbouwers Vermeulen, ging verloren.

## Geschiedenis
Volgens overlevering (maar niet historisch bevestigd) werd omstreeks 740 het toen reeds vervallen kerkje van Limbon herbouwd. Wel is de vroegmiddeleeuwse oorsprong van de kerk zeker, daar hij vermeld wordt in het Sint Maartensregister (een lijst van bezittingen van het Bisdom Utrecht van vóór de invallen van de Vikingen). Tevens werden bij opgravingen in 1992 twee 8e/9e-eeuwse gebouwen naast de kerk aangetroffen. Limmen behoort daardoor tot een der oudste dorpen van Noord-Kennemerland en is al in de Romeinse tijd opgenomen in het ook in het latere graafschap Holland noord-zuid lopende wegenstelsel op de binnenduinvoet en op de strandwallen in het veen- en waterland. Deze bereikbaarheid over land en de ligging ten opzichte van de handelsroutes te water, mede door het graven van vaarten, de buurtschappen Laan, Dusseldorp en Zuideinde handelsplaatsjes zijn geweest. Via de Zanddijk bijvoorbeeld werd Egmondse vis naar Limmen en vandaar door Limmer schippers naar Utrecht en andere steden gebracht. Via onder meer Deventer vond export naar Duitsland plaats. Ook de binnenvisserij floreerde.
Rond 1006 zeilde koning Olaf II van Zweden naar Kinnlima in Fresia. Vandaar zeilde hij westwaarts naar Engeland. Mogelijk wordt hier Limmen in Kennemerland mee bedoeld.
In de 14e eeuw bouwde de familie Van Tetrode het huis Dampegeest.
In 1397 en 1422 werd reeds melding gemaakt van de eerste tekenen van verval. Velen trokken eind veertiende eeuw naar de steden en het dorp raakte ontvolkt. De bedijking van de Limmermeer (1430) onder leiding van de monniken van de abdij van Egmond, die hier veel land had, heeft niet kunnen verhinderen, dat zowel de veeteelt als de akkerbouw (gerst) op de hogere gronden zeer moeilijke tijden hebben doorgemaakt. De ondergang van de abdij en de tactiek van de verschroeide aarde die is toegepast bij het beleg van Alkmaar en die ook Limmen in 1573 heeft getroffen, deed de nog resterende welvaart verdwijnen.
Gedurende vier eeuwen, van de vijftiende tot het begin van de negentiende eeuw, is van enige ontwikkeling van Limmen nauwelijks sprake. Soms zijn pogingen gedaan de welvaart te herstellen. Nog in 1733 heeft de toenmalige ambachtsheer Jacobus Du Peyrou van Limmende haven en de Disseldorpervaart (nu Dusseldorpvaart), die zeer vervuild was, dieper laten maken tot aan het sluisje van Akersloot ten gerieve van de 'opgezetenen' van Limmen en omliggende dorpen 'om hunne visch, konijnen en andere leeftogten en goederen naar Haarlem, Amsterdam, Alkmaar en elders te verzenden'. De ambachtsheerlijkheid werd in 1732 verkocht aan Jacobus Du Peyrou van Limmen. Van 1777 tot 1797 was het in bezit van Anna Maria de Peyrou (1722 - 1785) en haar echtgenoot François de Mey (1726 - 1797), heer van Nieuw-Lekkerland en Souburg, burgemeester van Gouda. De buitenplaats Dampegeest, die als grafelijk leen oorspronkelijk bij de ambachtsheerlijkheid hoorde, werd in 1846 voor de sloop gekocht door de Limmense meester-timmerman Menno Vink Ivangh. De bomen in het park en de tuin werden gerooid, de grond geëgaliseerd en verkaveld.
Nadat de heerlijkheden opgeheven waren en gemeenten waren geworden, werd Limmen op 1 januari 1812 toegevoegd aan Heiloo, waarvan het op 1 mei 1817 weer werd afgesplitst. Limmen telde in die jaren nog slechts 430 inwoners. Tot 1598 hadden Limmen en Akersloot één predikant. Het oudste schuilkerkje bevond zich in de Laanderbuurt, ten noorden van de buitenplaats Den Burgh, die in 1778 werd gesloopt. Pas in de tweede helft van de negentiende eeuw (rond 1860), maar vooral in de twintigste eeuw, trad voor Limmen een merkbaar economisch herstel in. Met name de ontsluiting van Noord-Kennemerland, eerst voor rail-, later ook voor het opkomende wegverkeer, was voor Limmen van bijzondere betekenis, omdat de opkomst van de bollenteelt daardoor mogelijk werd.
De werkelijke expansie van Limmen onder invloed van de bollenteelt vond plaats tussen 1902 en 1927, gedurende welke periode Limmen in snel tempo het bollencentrum werd van Noord-Kennemerland. Daarna is de werkgelegenheid wat verder toegenomen en tegelijkertijd meer gedifferentieerd. Met name de bouwbedrijven en de lichte metaalindustrie zorgden voor meer arbeidsplaatsen. Doordat in dezelfde periode de werkgelegenheid in de agrarische sector verminderde, is de met deze gunstige ontwikkeling samenhangende bevolkingsgroei beperkt gebleven. De groei gebeurde later in de 20e eeuw als opvang voor de groei van de Randstad. Het vergroeide dan echt met Dusseldorp. Een plaatsje als Laan was al even eerder opgenomen in de groei van Limmen.

## Geboren
- Toon Nuijens (1912-1973), politicus
- Marcel Baars (1956), componist
- Rosa Min (1992), voetbalster